# Ukraiinske, Bilohirsk
Ukraiinske (în ucraineană Українське) este un sat în așezarea urbană Zuia din raionul Bilohirsk, Republica Autonomă Crimeea, Ucraina.

## Demografie
Componența lingvistică a localității Ukraiinske
     Rusă (50,54%)
     Tătară crimeeană (34,41%)
     Ucraineană (15,05%)
Conform recensământului din 2001, majoritatea populației localității Ukraiinske era vorbitoare de rusă (50,54%), existând în minoritate și vorbitori de tătară crimeeană (34,41%) și ucraineană (15,05%).